# Морские офицеры Первой мировой войны
«Морские офицеры Первой мировой войны» (англ. Naval Officers of World War I) — картина английского художника Артура Стокдейла Коупа, написанная им в 1921 году.
В 1919 году Коуп получил заказ на создание картины от южноафриканского финансиста Абрахама Бейли, стремившегося сохранить память о британских морских офицерах времён Первой мировой войны. Ранее Бейли заказал ещё две картины на схожую тему, но с разными героями, которыми стали генералы и государственные деятели. После долгих уговоров, в том числе при участии попечителей Национальной портретной галереи в Лондоне, куда Бейли заранее решил пожертвовать картины, Коуп принял предложение взяться за огромных размеров полотно, на котором должны были быть изображены 22 морских офицера Британской империи. Выбор Коупом данной темы был обусловлен его собственным интересом к Королевскому военно-морскому флоту, в связи с чем он признавался, что чувствует себя «немного моряком». Спустя два года, в 1921 году, работа над картиной была закончена, после чего она выставлялась в Королевской академии, а затем была передана в коллекцию Национальной портретной галереи. В течение более 50 лет, с 1960 года, работа не выставлялась из-за своего плохого состояния. В 2014 году, к столетию со дня начала Первой мировой войны, картина была наконец отреставрирована и заняла полагающееся ей место в зале Национальной портретной галереи.
Первоначальное название — «Некоторые морские офицеры Великой войны» (англ. Some Sea Officers of the Great War).

## История
В ноябре 1918 года арт-дилер Мартин Леггатт позвонил по телефону директору Национальной портретной галереи в Лондоне Джеймсу Милнеру, чтобы обсудить с ним заказ южноафриканского финансиста сэра Абрахама Бейли, 1-го баронета Бейли, желавшего сохранить на картине память о «великих воинах, бывших орудием спасения империи» и «доблестных моряках, разделивших величие победы», продемонстрировав тем самым, как «империя ведёт успешную политику в таких далеко находящихся от неё колониях». После консультаций Милнера и председателя Попечительского совета галереи лорда Диллона с баронетом Бейли было принято решение о расширении заказа. Бейли согласился разделить заказ на две картины, на которых были бы изображены отдельно представители армии и флота, а затем добавил ещё и третью — с государственными деятелями. Решение о выборе художников для написания картин Бейли оставил на волю попечителей галереи, несмотря на то, что он обладал большим состоянием и легко мог позволить заказать работу у любого художника того времени за любые деньги. Выбор пал на Артура Стокдейла Коупа, известного английского художника. За свою творческую карьеру, начавшуюся в 1876 году, Коуп выставил в Королевской академии художеств и Королевском обществе портретистов более двух сотен картин, натурщиками для которых в том числе были британские монархи Эдуард VII, Георг V и Эдуард VIII, кайзер Вильгельм II и архиепископ Кентерберийский. Находясь под влиянием Уолтера Сикерта и Джеймса Уистлера, в своём творчестве Коуп использовал «мутную» палитру коричневых и серых оттенков кремовых и бежевых тонов с небольшими вкраплениями красного цвета в сочетании со светотенью, что придавало его картинам, исполненным в традиционном стиле, эффект драматизма. Помимо этого, Коуп был близким другом директора военно-морской разведки вице-адмирала Уильяма Холла, что вполне могло повлиять на уровень понимания художником того предмета, который ему было поручено изобразить.
10 января 1919 года председатель Попечительского совета галереи лорд Диллон в письме Коупу попросил его исполнить один из заказов Бейли:

Попечители приняли предложение о написании в дар этой галерее трёх групп самых выдающихся современников британской национальности в память об их службе Империи во время Великой войны. Жертвователь пожелал пригласить трёх разных художников для написания этих групп и оставил выбор кандидатур на волю наших попечителей. Я по пожеланию моих коллег и от их имени хочу узнать у Вас, готовы ли Вы написать одну из этих групп, а именно ту, которая представляет государственных деятелей.
Оригинальный текст (англ.)The Trustees have accepted an offer to have painted for presentation to this Gallery three groups of the most distinguished contemporaries of British nationality to commemorate their services to the Empire during the Great War. The donor, who desires that three different artists should be invited to paint these groups, has left the nominations in the hands of the Trustees. I am desired by my colleagues to enquire on their behalf whether you would be willing to undertake to paint one of these groups, namely that representing the statesmen.

Через два дня Коуп направил лорду Диллону ответное письмо, в котором высоко оценил честь, оказанную ему предложением о написании одного из групповых портретов, отметив, что «я не знаю, предполагается ли вообще, что художникам будет предоставлена свобода выбора своего предмета, но, при всём уважении, я бы — если бы это было возможно — в значительной степени предпочёл бы написать полотно с военными моряками, чем с государственными деятелями». Коуп пояснил, что причины этого решения сформировались под влиянием мнений многочисленных друзей и собственного интереса к флоту, признавшись в том, что он «сам немного моряк», в то время как в отношении к политике — «немного холоден». После этого предложение о написании группы государственных деятелей было направлено Джону Сингеру Сардженту, однако он тоже отказался, но в то же время взялся за картину «Генералы Первой мировой войны», тогда как к работе над полотном «Государственные деятели Первой мировой войны» приступил Джеймс Гатри. По словам историка Майкла Говарда, отказавшись писать портреты государственных деятелей, Коуп и Сарджент таким образом выразили широко распространённое среди общественности мнение о том, что именно политики причастны к развязыванию войны. В конце концов попечители согласились с предложением Коупа и отдали ему заказ на картину в память о высших офицерах Королевского военно-морского флота, участвовавших в Первой мировой войне.
Список офицеров, которых нужно было изобразить на картине, был составлен секретарём Адмиралтейства сэром Освином Мюрреем в декабре 1918 года по предложению попечителей галереи. Мюррей внёс в список 20 кандидатур, к которым позднее были добавлены ещё два первых морских лорда — Баттенберг и Уэмисс. Не желая иметь ничего общего с этим проектом, от изображения на картине отказался адмирал флота Джон Фишер, 1-й барон Фишер (первый лорд Адмиралтейства в 1914—1915 годах), ещё в 1918 году вышедший со скандалом на пенсию по просьбе Черчилля и с тех пор ни с кем не общавшийся. В список по различным причинам, в том числе из-за непопулярности в среде общественности или из-за нехватки места на картине, не были включены адмирал флота сэр Генри Джексон (первый лорд Адмиралтейства в 1915—1916 годах), а также Дадли де Чайр и Реджинальд Таппер.

## Композиция
Картина написана маслом по холсту, а её размеры составляют 264,1 × 514,4 см. На картине изображены 22 высших офицера Королевского военно-морского флота, составлявшие примерно 10 процентов от всего числа адмиралов, находившихся на службе в 1914—1918 годах. Они сидят и стоят в зале заседаний Совета Адмиралтейства в старом здании Адмиралтейства в Уайтхолле, созданном в 1725 году по проекту архитектора Томаса Рипли и перестроенном в XIX веке. Зал отделан массивными деревянными панелями с колоннами классического стиля и декоративной резьбой на морские темы, в том числе с изображением навигационных инструментов. В центре стены зала размещён встроенный в панели циферблат, относящийся к XVIII веку и показывающий направление ветра в данный момент с помощью закреплённого на крыше флюгера. По обеим сторонам от циферблата висят две картины с эпизодами морских сражений парусной эпохи. С левой стороны на стене находится портрет Горацио Нельсона в полный рост кисти Леонардо Гуццарди, как бы напоминающий зрителю о великих военных победах прошлого, в частности о Трафальгарском сражении, во время которого сам адмирал и погиб. Примечательно, что важные стратегические вопросы обсуждались не в данном зале, а в кабинетах первого или второго морских лордов, где имелись соответствующие карты и документы. Плодом воображения художника оказались также позы и расположение фигур морских офицеров, некоторые из которых даже никогда не заходили в этот зал Адмиралтейства. Однако Коуп расположил героев своей картины более естественным образом, чем Сарджент, но одновременно не в такой активной беседе, как Гатри.
В центре холста, буквально в центре событий, перед столом стоит первый военно-морской лорд граф Битти, будто переглядывающийся с Нельсоном для получения одобрения на свои действия во время войны. Тируитт и Киз стоят рядом с Битти, но при этом на некотором отдалении с соблюдением какой-то субординации в ожидании приказа. Слева, под портретом Нельсона, стоят три самых преданных Битти адмирала — Александер-Синклер, Кован, Брок, и это опять же может навести зрителя на мысль о том, что тот является наследником гения Нельсона. На левой стороне стола справа от портрета Нельсона и под левым краем одной из картин отдельной группой стоят три адмирала — сэр Арбутнот, сэр Крэдок и сэр Худ. Все они погибли в военное время — Арбутнот и Худ в Ютландском сражении, Крэдок в сражении при Коронеле, и портреты оказались посмертными. Разместив их в самом дальнем от зрителя углу комнаты, художник, возможно, намекнул на то, что они уже становятся частью истории и наследия военно-морского флота, — так же, как сам Нельсон. Около правой стороны стола в одиночестве стоит барон Уэмисс, разругавшийся с Битти во время передачи дел ему как своему преемнику на посту первого морского лорда. Рядом находятся фигуры графа Джеллико и его начальника штаба баронета Мэддена, которые являются наиболее символическими образами картины. Присев на край стола спиной к Битти, Мэдден наклонился к Джеллико, в отрешённости сидящему на стуле и погружённому в свои думы, что может навести зрителя на мысль о том, сколько времени в полные тревоги первые дни войны они проводили в долгих дискуссиях после создания Большого флота. На столе в пространстве между Битти и Джеллико разложены бумаги и карты времён Ютландского сражения, что, возможно, является намёком художника на их конфликт того периода по поводу оценки эффективности принятых решений. По мнению критиков, Джеллико тут показан как человек, погрязший в прошлом, проводивший свои послевоенные дни в Британской библиотеке за изыскиванием каждой крупицы информации о своей роли в сражении, тогда как Битти — человек, заглядывающий за горизонт, он — будущее и надежда флота.
Как указывали критики, и сама картина наводит на мысль о том, что флот погружён в своё прошлое — призраки Нельсона и погибших на войне адмиралов, устаревшие уже как полвека парусные корабли, стены из дерева в век железа и стали, да и сам зал, в котором обсуждались ещё победы над Наполеоном и где даже нет телефона. Некоторым намёком на предстоящие бурные времена можно посчитать циферблат: он указывает не на Францию (традиционный британский враг), а на северо-восток — через Северное море прямо на Германию, которая только что вроде бы уже была побеждена. Битти смотрит вдаль, в то время как его подчинённые в тревоге и надежде обсуждают путь в будущее, который ещё предстоит пройти, встретившись с последствиями международного ограничения вооружений, озабоченностью казначейства, сопротивлением политиков и проблемами судостроителей. Тем не менее Великобритания выйдет победителем уже из Второй мировой войны, с дополнительно выбитыми на памятниках именами тысяч убитых моряков и офицеров, в том числе и двух адмиралов: Ланселота Холланда и Томаса Филлипса, потонувших вместе со своими кораблями «HMS Hood» и «HMS Prince of Wales», — их призраки, вероятно, присоединились бы к адмиралам Первой мировой войны в старом зале Адмиралтейства.
Слева направо, стоящие:
1. Адмирал сэр Эдвин Александер-Синклер — командир 1-й эскадры лёгких крейсеров[англ.] (1915—1917) и 6-й эскадры лёгких крейсеров (1917—1920);
2. Адмирал сэр Уолтер Кован, 1-й баронет Кован — командир 1-й эскадры лёгких крейсеров (1917—1921);
3. Адмирал сэр Осмонд Брок[англ.] — начальник штаба Большого флота (1916—1919);
4. Адмирал сэр Уильям Гуденаф[англ.] — командир 2-й эскадры лёгких крейсеров[англ.] (1913—1916);
5. Контр-адмирал сэр Роберт Арбутнот, 4-й баронет Арбутнот[англ.] — командир 1-й эскадры крейсеров[англ.] (1915—1916);
6. Адмирал сэр Кристофер Крэдок — главнокомандующий в Северной Америке и Вест-Индии (1913—1914);
7. Контр-адмирал сэр Хорас Худ — командир 3-й эскадры линкоров[англ.] (1915—1916);
8. Адмирал флота сэр Реджинальд Тируитт, 1-й баронет Тируитт[англ.] — командующий силами миноносцев в Харидже[англ.] (1914—1918);
9. Адмирал Роджер Киз, 1-й барон Киз[англ.] — командующий Дуврским патрулём (1917—1918);
10. Адмирал Дэвид Битти, 1-й граф Битти — командир 1-й эскадры линкоров[англ.] (1913—1916), главнокомандующий Большим флотом (1916—1919);
11. Вице-адмирал сэр Тревельян Нейпир — командир 2-й эскадры лёгких крейсеров (1914—1915), командир 3-й эскадры лёгких крейсеров (1915—1017), командир 1-й эскадры лёгких крейсеров (1917—1918), командующий силами лёгких крейсеров (1918—1919);
12. Адмирал сэр Хью Эван-Томас — командир 5-й боевой эскадры[англ.] (1915—1918);
13. Адмирал сэр Артур Левесон[англ.] — командующий Австралийским флотом (1917—1918);
14. Адмирал сэр Чарльз Мэдден, 1-й баронет Мэдден[англ.] — начальник штаба Большого флота (1914—1916), командир 1-й боевой эскадры (1916—1919);
15. Адмирал флота Росслин Уэмисс, 1-й барон Уэстер Уэмисс[англ.] — первый морской лорд (1917—1919).

Слева направо, сидящие:
1. Адмирал сэр Монтегю Браунинг[англ.] — командир 3-й эскадры крейсеров (1916), главнокомандующий[англ.] в Северной Америке и Вест-Индии (1916—1918), командир 4-й боевой эскадры[англ.] (1918—1919);
2. Адмирал флота сэр Джон де Робек, 1-й баронет де Робек — командующий на Средиземном море (1915—1916), командир 2-й боевой эскадры[англ.] (1916—1919);
3. Адмирал сэр Уильям Пакенем — командир 2-й эскадры линкоров[англ.] (1915—1916), командующий[англ.] Австралийским флотом (1916—1917), командующий силами линкоров (1917—1919);
4. Адмирал флота сэр Сесил Бэрни, 1-й баронет Бэрни[англ.] — командир Флота Канала (1914), командир 1-й боевой эскадры[англ.] (1914—1916), второй морской лорд[англ.] (1916—1917), главнокомандующий на побережье Шотландии[англ.] (1917—1919);
5. Адмирал флота принц Людвиг Баттенберг — первый морской лорд (1912—1914);
6. Адмирал сэр Доветон Стэрди, 1-й баронет Стэрди — командующий силами в Южной Атлантике (1914—1915), командир 4-й боевой эскадры (1915—1918);
7. Адмирал Джон Джеллико, 1-й граф Джеллико — главнокомандующий Большим флотом (1914—1916), первый морской лорд (1916—1917).

## Восприятие и судьба
Спустя два года, в 1921 году, Коуп закончил работу над картиной, которая после этого экспонировалась на летней выставке Королевской академии. За каждую картину, включая работу Коупа, Бейли заплатил художникам по 5 тысяч фунтов стерлингов и передал все три полотна в дар Национальной портретной галерее в Лондоне. Два известных эскиза (Битти и Стэрди) хранятся в Национальном морском музее в Гринвиче, а ещё один (Джеллико) — в частной коллекции.
В течение 50 лет картина не выставлялась из-за своего плохого состояния, признаками которого были ослабление натяжения холста, повреждение и загрязнение красочного слоя, а также золочёной рамы. 27 марта 2013 года руководство галереи объявило о начале сбора средств ото всех желающих на восстановление полотна к столетию со дня начала Первой мировой войны. В итоге было собрано 20 тысяч фунтов стерлингов, первая половина которых была пожертвована благотворительными фондами, такими как «The Cayzer Trust Company Limited», «Sir John Fisher Foundation» и «The Gosling Foundation», а вторая была получена от представителей общественности, в том числе прямых потомков натурщиков, в основном с помощью ящиков для пожертвований в Национальной портретной галерее, посылок почтой, по интернету и с помощью смартфонов. Реставрация картины была проведена сотрудниками фирмы «Bush & Berry» из Бристоля под руководством реставратора Рэйчел Хемминг Брэй.
После удаления слоёв обесцветившегося лака и поверхностных загрязнений открылись первоначальные тона красок и тонкие мазки кисти Коупа, прежде не видимые зрителю, а к картине была прикреплена очищенная рама, позолоченная поверхность которой была восстановлена с использованием исторически верных методов и материалов. 8 мая 2014 года, впервые с 1960 года, картина заняла полагающееся ей место в 32-м зале Национальной портретной галереи.